# Coroa de folhas

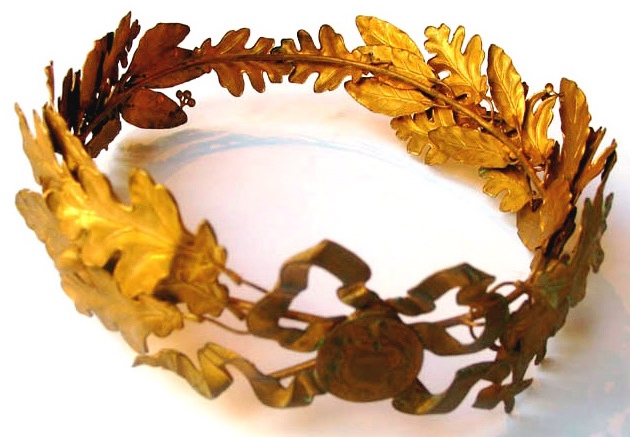
Uma coroa de folhas em ouro.

Coroa de folhas é um ornamento que simboliza a vitória, uma conquista ou oferece uma imitação da coroa usada pelos reis.
Na Antiguidade era um ornamento usado até mesmo como jóia real. O exemplar, neste caso, mais famoso é a coroa de folhas de carvalho, encontrada num túmulo em Vergina, contendo mais de 300 folhas todas feitas em ouro, e que se supõe ter pertencido a Felipe II da Macedônia.
Além do ramos de carvalho e de oliveira, a mais famosa era a coroa de folhas de louro.
O deus romano Fauno era comumente representado com uma coroa de folhas.